# Lurais
Lurais és un municipi francès, situat al departament de l'Indre i a la regió de Centre – Vall del Loira. L'any 2007 tenia 239 habitants.

## Demografia

### Població
El 2007 la població de fet de Lurais era de 239 persones. Hi havia 122 famílies, de les quals 39 eren unipersonals (23 homes vivint sols i 16 dones vivint soles), 51 parelles sense fills, 20 parelles amb fills i 12 famílies monoparentals amb fills.
La població ha evolucionat segons el següent gràfic:
Habitants censats

### Habitatges
El 2007 hi havia 208 habitatges, 122 eren l'habitatge principal de la família, 76 eren segones residències i 10 estaven desocupats. 202 eren cases i 4 eren apartaments. Dels 122 habitatges principals, 99 estaven ocupats pels seus propietaris, 19 estaven llogats i ocupats pels llogaters i 5 estaven cedits a títol gratuït; 3 tenien una cambra, 14 en tenien dues, 22 en tenien tres, 22 en tenien quatre i 60 en tenien cinc o més. 93 habitatges disposaven pel capbaix d'una plaça de pàrquing. A 59 habitatges hi havia un automòbil i a 46 n'hi havia dos o més.

### Piràmide de població
La piràmide de població per edats i sexe el 2009 era:
| Homes | Edats   | Dones |
| ----- | ------- | ----- |
| 0     | 95 o +  | 0     |
| 0     | 90 a 94 | 4     |
| 4     | 85 a 89 | 8     |
| 12    | 80 a 84 | 4     |
| 8     | 75 a 79 | 20    |
| 0     | 70 a 74 | 0     |
| 12    | 65 a 69 | 8     |
| 12    | 60 a 64 | 4     |
| 4     | 55 a 59 | 4     |
| 20    | 50 a 54 | 12    |
| 20    | 45 a 49 | 16    |
| 0     | 40 a 44 | 0     |
| 4     | 35 a 39 | 0     |
| 8     | 30 a 34 | 4     |
| 12    | 25 a 29 | 8     |
| 0     | 20 a 24 | 4     |
| 8     | 15 a 19 | 12    |
| 4     | 10 a 14 | 12    |
| 4     | 5 a 9   | 0     |
| 0     | 0 a 4   | 0     |

## Economia
El 2007 la població en edat de treballar era de 148 persones, 109 eren actives i 39 eren inactives. De les 109 persones actives 101 estaven ocupades (59 homes i 42 dones) i 8 estaven aturades (4 homes i 4 dones). De les 39 persones inactives 16 estaven jubilades, 8 estaven estudiant i 15 estaven classificades com a «altres inactius».

### Ingressos
El 2009 a Lurais hi havia 119 unitats fiscals que integraven 242 persones, la mediana anual d'ingressos fiscals per persona era de 17.195,5 €.

### Activitats econòmiques
Dels 12 establiments que hi havia el 2007, 1 era d'una empresa de fabricació d'altres productes industrials, 4 d'empreses de construcció, 1 d'una empresa de comerç i reparació d'automòbils, 1 d'una empresa d'hostatgeria i restauració, 1 d'una empresa d'informació i comunicació, 1 d'una empresa immobiliària, 2 d'empreses de serveis i 1 d'una empresa classificada com a «altres activitats de serveis».
Dels 5 establiments de servei als particulars que hi havia el 2009, 1 era un paleta, 1 fusteria, 2 electricistes i 1 restaurant.
L'any 2000 a Lurais hi havia 17 explotacions agrícoles que ocupaven un total de 850 hectàrees.

## Poblacions més properes
El següent diagrama mostra les poblacions més properes.